# Amaia Salamanca
Amaia Salamanca Urízar (Coslada, 28 de março de 1986), mais conhecida como Amaia Salamanca, é uma atriz espanhola.

## Biografia e carreira
Amaia Salamanca nasceu em Madri, Espanha em 28 de março de 1986. Inicialmente, ela não estava planejando atuar, mas em sua primeira audição, para SMS a empresa de TV canal de televisão LaSexta deu seu primeiro trabalho como atriz. Em SMS, ela trabalhou com outros jovens atores de cinema e televisão com Yon González, Aroa Gimeno, Mario Casas e María Castro.
Ela liderará a co-produção espanhola-canadense Webcam, dirigida por Antoni Sole. 
Além de seu trabalho como atriz, Amaia trabalha como modelo para sessão de fotos, videoclipes e shows.
Ela estreou no teatro em 2009 com A Marquesa de O, de Heinrich von Kleist.  Em 2010, ela interpretou Letizia Ortiz no filme de televisão 'Felipe y  Letizia . 

## Vida pessoal
Ela namorou com o também ator Mario Casas. Ela é casada com o empresário Rosauro Varo Rodríguez desde 2010, e juntos tem três filhos: Olivia, nascida em 9 de abril de 2014; Nacho, nascido em 8 de setembro de 2015 e Mateo, nascido em 7 de outubro de 2016.

## Filmografia

### Televisão
| Ano       | Título                   | Papel                              | Notas        |
| --------- | ------------------------ | ---------------------------------- | ------------ |
| 2006-2007 | SMS, sin miedo a soñar   | Paula Dejardains Gómez de Iridutia |              |
| 2007      | Los hombres de Paco      | Cristina                           |              |
| 2008-2009 | Sin tetas no hay paraíso | Catalina Marcos Ruiz               |              |
| 2009      | No estás sola, Sara      | Sara                               |              |
| 2010      | Felipe y Letizia         | Letizia Ortiz                      | Miniserie    |
| 2011-2013 | Gran Hotel               | Alicia Alarcón                     |              |
| 2014-2016 | Velvet                   | Bárbara de Senillosa               |              |
| 2016      | La embajada              | Fátima                             |              |
| 2017      | Tiempos de guerra        | Julia Ballester                    | 13 episódios |
| 2022      | Todos mentem             | Sofía                              |              |
| 2022      | Bem-vindos ao Éden       | Astrid                             | Netflix      |
| 2022      | Dos años y un día        | Verónica                           | Atresmedia   |

### Cinema
| Ano  | Título                                      | Papel                    | Notas |
| ---- | ------------------------------------------- | ------------------------ | ----- |
| 2009 | Fuga de cerebros                            | Natalia                  |       |
| 2010 | Tensión sexual no resuelta                  | Rebeca/Carmen            |       |
| 2011 | XP3D                                        | Ángela                   |       |
| 2012 | ¡Atraco!                                    | Teresa                   |       |
| 2016 | Manual de principiantes para ser presidente | Ilana                    |       |
| 2016 | Nuestros amantes                            | María                    |       |
| 2017 | Tempos de Guerra                            | Julia                    |       |
| 2017 | Perdida                                     | Nadine/ Sirena/ Cornélia |       |
| 2019 | ¿Qué te juegas?'                            | Daniela Allende-Salazar  |       |
| 2019 | Lo dejo cuando quiera                       | Gloria                   |       |
| 2019 | A pesar de todo                             | Sofía                    |       |
| 2022 | Barcelona: Surf Destination                 | Amaia Salamanca          |       |
| 2022 | La piel del tambor                          | Macarena Bruner          |       |
| 2022 | Por los pelos                               | Sofía                    |       |

### Teatro
| Ano       | Título           | Personagem |
| --------- | ---------------- | ---------- |
| 2009-2010 | La marquesa de O | Julieta    |
| 2017      | La Orestíada     | Electra    |
| 2019      | Prometeo         | Ío         |